# Briceljk
Il monte Briceljk con 2.346 m s.l.m. è una cima della Catena Mangart-Jalovec.